# Peter Schnittger
Peter Schnittger (Hann. Münden, 22 mei 1941) is een Duits voormalig voetbalcoach die meerdere nationale elftallen in Afrika en Azië heeft geleid.

## Carrière
Hij arriveerde voor het eerst in 1968 in Afrika, met de taak om Ivoorkust te leiden: in twee jaar tijd verbeterde hij het Ivoriaanse voetbal en tijdens de African Cup of Nations van 1970 stond de selectie op de vierde plaats en verloor de kleine finale tegen de Verenigde Arabische Republiek met 3-1. Dankzij het positieve resultaat werd hij door de voetbalbond van Kameroen opgeroepen om hen te leiden; tegelijk met zijn technisch commissaris werd hij ook aangenomen door het team van de hoofdstad, Canon Yaoundé, wat in 1971 leidde tot de eindoverwinning van de CAF Champions League.
Het volgende jaar, tijdens de African Cup van 1972, eindigde Schnittger's Kameroen als derde en versloeg Blagoja Vidinić's Zaïre met 5-2. Hij ging hierna aan de slag als bondscoach van Ethiopië. De politieke situatie is echter tumultueus en tijdens de voorbereiding op de African Nations Cup 1976 wordt Schnittger geconfronteerd met de oorlog die vervolgens zal leiden tot de installatie van de Dergue als de regering van het land. Na enkele bekentenissen die hij van een aantal van zijn voormalige spelers had gekregen, stelde Luciano Vassallo, voormalig technisch commissaris van Ethiopië, Schnittger bij journalisten aan de kaak voor het gebruik van captagon, een dopingmiddel. Na het verdwijnen van verschillende spelers uit zijn selectie tijdens de Ethiopische revolutie, besluit de technicus het continent te verlaten voor een tweejarige ervaring in Azië aan het roer van Thailand.
Van 1978 tot 1985 leidde Schnittger het nationale team van Madagaskar, in een land waar de economische omstandigheden voor de meerderheid van de bevolking absoluut slecht zijn: de Duitse coach probeerde daarom ondanks de ongunstige financiële omstandigheden een impuls te geven aan de voetbalbeweging van het eiland. In 1990 nam hij de teugels over van Benin, die hij echter niet kon kwalificeren voor de Africa Cup 1990 of de Africa Cup 1992. In 1995 begon hij zijn periode als technisch commissaris van het Senegalese nationale team, na de eliminatie van de laatste van de African Cup of Nations 1994. Senegal slaagt er niet in zich te kwalificeren voor de Afrika Cup van 1996 en de Afrika Cup van 1998 en neemt deel aan de African Nations Cup 2000 met een team met een vrij lage gemiddelde leeftijd, maar de Duitse coach slaagt er toch in de kwartfinales te bereiken, waar Nigeria hun ambities vernielde met een 2-1 overwinning in de verlenging met twee doelpunten van Julius Aghahowa.
Schnittger leidde het team ook voor een deel van de WK-kwalificatiewedstrijden van 2002 en werd tijdens de kwalificatiefase vervangen door Bruno Metsu. Na meer dan 350 internationale wedstrijden als bondscoach stopte Schnittger als coach , maar bleef hij aanwezig in de wereld van het Afrikaanse voetbal; in 2003 gaf hij cursussen voor coaches in Marokko en in 2005 werkte hij namens de FIFA samen met de voetbalbond van Burundi om de ontwikkeling van voetbal in dat land te helpen. In 2006 werd hij benaderd door de Algerijnse voetbalbond om leidinggevende functies daarin te bekleden.

## Erelijst
- Canon Yaoundé
  - CAF Champions League: 1971